# Franck Junillon
Franck Junillon (* 28. November 1978 in Montpellier, Département Hérault) ist ein ehemaliger französischer Handballspieler. Er ist 1,96 m groß und wiegt 99 kg.

## Karriere
In seiner frühen Jugend spielte Franck Junillon bei Istres Provence Handball, bereits 1987 kam er aber zum Verein Montpellier Handball, wo er zehn Jahre später in der ersten französischen Liga debütierte. Mit den Südfranzosen gewann der Rückraumspieler 1998, 1999, 2000, 2002, 2003, 2004, 2005 sowie 2006 die französische Meisterschaft, 1999, 2000, 2001, 2002, 2003, 2005 sowie 2006 den französischen Pokal, 2004, 2005, 2006, 2007 sowie 2008 den französischen Ligapokal und als Höhepunkt 2003 die EHF Champions League. Junillon gehörte aber stets nur zu den Ergänzungsspielern seines Teams. Von 2008 bis 2010 spielte er bei MT Melsungen in der deutschen Handball-Bundesliga. Anschließend spielte Junillon bei USAM Nîmes in Frankreich, wo er 2012 seine Karriere beendete.
Franck Junillon hat 101 Länderspiele für die französische Nationalmannschaft bestritten. Mit Frankreich wurde er bei der Handball-Europameisterschaft der Männer 2004 in Slowenien Sechster, bei der WM 2005 in Tunesien gewann er Bronze.
Bei den Europameisterschaften 2006 und 2008, sowie der Handball-Weltmeisterschaft der Männer 2007 in Deutschland, gehörte er jeweils nur zum erweiterten Aufgebot seines Landes. Mit Frankreich wurde er 2009 und 2011 Weltmeister sowie 2010 Europameister.